# Cavalier législatif
Un cavalier législatif est un article de loi qui introduit des dispositions qui n'ont rien à voir avec le sujet traité par le projet de loi.
Ces articles sont souvent utilisés afin de faire passer des dispositions législatives sans éveiller l'attention de ceux qui pourraient s'y opposer.

## Droit par pays

### Canada
Les projets de loi omnibus sont une pratique législative courante au Canada et aucune règle constitutionnelle ne pose de limites à de tels projets de loi.

### États-Unis
Au Congrès américain, les cavaliers législatifs (anglais : riders)  ont été une méthode traditionnelle utilisée par les dirigeants du Congrès pour faire avancer des mesures controversées sans former de coalitions spécifiquement pour les soutenir, permettant à la mesure de progresser dans le processus législatif : « En combinant des mesures, la direction législative peut forcer les membres à accepter une mesure qui pourrait ne pas survivre seule parce qu'ils veulent que le projet de loi entier (ou une autre partie) soit adopté. » Depuis les années 1980, cependant, les projets de loi omnibus sont devenus plus courants : ces projets de loi contiennent des dispositions, parfois importantes, sur un éventail de domaines politiques, et « sont un moyen puissant pour détourner l'attention d'éléments controversés vers d'autres éléments principaux » qui bénéficient d'un large soutien ou sont considérés comme nécessaires, des mesures « à adopter » (telles que les projets de loi de crédits). Alors que les membres du Congrès utilisent souvent des cavaliers législatifs pour tenter de faire mourir un projet de loi, « les projets de loi omnibus sont poursuivis afin de faire adopter quelque chose ».

### France
Dès 1935, le règlement de l'Assemblée nationale interdit ces dispositions. 
Le Conseil constitutionnel développe à partir de 1985 une jurisprudence régulant les cavaliers. Depuis la révision constitutionnelle de juillet 2008, l'article 45 de la Constitution dispose que les amendements parlementaires doivent avoir un lien avec le texte en discussion en première lecture devant les deux Chambres du Parlement ; leurs règlements intérieurs prohibent les cavaliers. Par la suite, tout nouvel amendement doit être en lien direct avec l'objet du projet ou de la proposition de loi. S'il est saisi, le Conseil constitutionnel censure des cavaliers.
En droit parlementaire constitutionnel français, la doctrine s'accorde pour distinguer deux catégories de cavaliers, selon que la jurisprudence constitutionnelle en la matière concerne tant les projets et propositions de loi que les amendements ou, au contraire, ne concerne que ces derniers. La première catégorie de cavaliers comprend les cavaliers budgétaires et les cavaliers sociaux ; la seconde, les cavaliers législatifs et les cavaliers organiques. Les cavaliers réglementaires correspondent à une proposition de la doctrine,.

#### Cavalier, disposition étrangère au domaine d'une loi
Le Conseil constitutionnel censure les dispositions de certaines lois, comme étrangères à leur domaine. Sont concernées les lois de finances et les lois de financement de la Sécurité sociale.

##### Cavalier budgétaire
Un cavalier budgétaire est une disposition d'une loi de finances étrangère au domaine des lois de finances, tel que défini par l'article 1er de la loi organique no 2001-692 du 1er août 2001 relative aux lois de finances (LOLF), prise pour l'application de l'article 34, alinéa 18, de la Constitution du 4 octobre 1958,.

##### Cavalier social
La cavalier social est l'analogue, pour les lois de financement de la Sécurité sociale (LFSS), du cavalier budgétaire. En effet, un cavalier social est une disposition dont la présence est interdite par l'article 34, alinéa 19, de la Constitution et l'article L111-3 du Code de la Sécurité sociale, relatif aux lois de financement de la Sécurité sociale (LOLFSS).

#### Cavalier, amendement sans lien suffisant avec le texte en discussion

##### Cavalier législatif
Un cavalier législatif est une disposition introduite dans une loi ordinaire par un amendement dépourvu de lien suffisant avec le projet ou la proposition de loi déposée sur le bureau de la première assemblée saisie, en méconnaissance de l'article 45 alinéa 1 de la Constitution.
Le Conseil constitutionnel peut se saisir d'office et censure les cavaliers législatifs, même s'ils ne sont pas mentionnés dans la saisine par les parlementaires.

##### Cavalier organique
Le cavalier organique est l'analogue, pour les lois organiques, du cavalier législatif.

### Textes officiels
- Constitution du 4 octobre 1958.
- Loi organique no 2001-692 du 1er août 2001 relative aux lois de finances.
- Loi organique no 2005-881 du 2 août 2005 relative aux lois de financement de la Sécurité sociale.
- Règlement de l'Assemblée nationale.
- Règlement du Sénat.